# B.C. II: Grog's Revenge
B.C. II: Grog's Revenge est un jeu vidéo d’action développé par Sydney Development et publié par Sierra On-Line en 1984 sur Commodore 64 et Colecovision. Il s’agit de la suite de B.C.'s Quest for Tires (1983) qui s’inspire de l’univers du comic strip B.C. de Johnny Hart. Le joueur contrôle un homme des cavernes, Thor, qui cherche à découvrir le sens de la vie. Pour cela, il doit traverser trois montagnes, composées de plusieurs niveaux, sur un monocycle en pierre. Sur les routes de montagnes, il doit éviter de heurter des obstacles, de tomber dans un ravin ou de se faire manger par un dinosaure tout en collectant des palourdes, qui lui permettent de payer le droit de passage vers la montagne suivante. Il peut également pénétrer dans des cavernes. Dans ces dernières, la visibilité est moindre et il doit slalomer entre les stalagmites, mais les coquillages qu’il y trouve ont une plus grande valeur .

## Accueil
| B.C. II. Grog's Revenge  |      |       |
| Média                    | Pays | Notes |
| Commodore Format         | GB   | 70 %  |
| Computer and Video Games | GB   | 29/40 |
| Tilt                     | FR   | 5/6   |
| Zzap!64                  | GB   | 91 %  |